# Kolappalur
Kolappalur es una ciudad y nagar Panchayat situada en el distrito de Erode en el estado de Tamil Nadu (India). Su población es de 9607 habitantes (2011). Se encuentra a 47 km de Erode y a 62 km de Coimbatore.

## Demografía
Según el censo de 2011 la población de Kolappalur era de 9607 habitantes, de los cuales 4798 eran hombres y 4809 eran mujeres. Kolappalur tiene una tasa media de alfabetización del 69,84%, inferior a la media estatal del 80,09%: la alfabetización masculina es del 79,69%, y la alfabetización femenina del 6012%.